# Lophocolea subintegra
Lophocolea subintegra là một loài rêu tản trong họ Lophocoleaceae. Loài này được (Hook. f. & Taylor) Grolle miêu tả khoa học lần đầu tiên năm 1959.